# Amir Coffey
Amir Coffey (Hopkins, Minnesota, 17 de junio de 1997) es un baloncestista estadounidense que pertenece a la plantilla de Los Angeles Clippers de la NBA. Con 2,01 metros de estatura, juega en la posición de escolta. Es hijo del que fuera también baloncestista profesional Richard Coffey.

## Trayectoria deportiva

### Universidad
Jugó tres temporadas con los Golden Gophers de la Universidad de Minnesota, en las que promedió 14,4 puntos, 3,4 rebotes y 3,2 asistencias por partido. Fue ilcluido en su primer año en el mejor quinteto freshman de la Big Ten Conference, mientras que en 2019 la prensa y los entrenadores lo colocaron en el tercer mejor quinteto de la conferencia.

#### Estadísticas
| Año     | Equipo    | PJ | PT | MPP  | %TC  | %3P  | %TL  | RPP | APP | ROB | TPP | PPP  |
| ------- | --------- | -- | -- | ---- | ---- | ---- | ---- | --- | --- | --- | --- | ---- |
| 2016–17 | Minnesota | 33 | 33 | 33.2 | .449 | .337 | .753 | 3.8 | 3.1 | 1.1 | .2  | 12.2 |
| 2017–18 | Minnesota | 18 | 18 | 31.6 | .475 | .368 | .687 | 4.1 | 3.3 | .7  | .3  | 14.0 |
| 2018–19 | Minnesota | 36 | 36 | 35.2 | .436 | .304 | .740 | 3.6 | 3.2 | .9  | .2  | 16.6 |
| Total   | Total     | 87 | 87 | 33.7 | .448 | .328 | .734 | 3.8 | 3.2 | .9  | .2  | 14.4 |

### Profesional
Tras no ser elegido en el Draft de la NBA de 2019, en el mes de julio firmó un contrato dual con Los Angeles Clippers y su filial en la G League, los Agua Caliente Clippers.
Durante su tercera temporada en Los Ángeles, a finales de marzo de 2022, consigue un contrato estándar.

## Estadísticas de su carrera en la NBA

### Temporada regular
| Año     | Equipo        | PJ  | PT | MPP  | %TC  | %3P  | %TL  | RPP | APP | ROB | TPP | PPP |
| ------- | ------------- | --- | -- | ---- | ---- | ---- | ---- | --- | --- | --- | --- | --- |
| 2019-20 | L.A. Clippers | 18  | 1  | 8.8  | .426 | .316 | .545 | .9  | .8  | .3  | .1  | 3.2 |
| 2020-21 | L.A. Clippers | 44  | 1  | 9.0  | .437 | .411 | .711 | 1.0 | .5  | .2  | .0  | 3.2 |
| 2021-22 | L.A. Clippers | 69  | 30 | 22.7 | .453 | .378 | .863 | 2.9 | 1.8 | .6  | .2  | 9.0 |
| 2022-23 | L.A. Clippers | 50  | 9  | 12.5 | .386 | .275 | .778 | 1.1 | 1.1 | .1  | .1  | 3.4 |
| 2023-24 | L.A. Clippers | 70  | 13 | 20.9 | .472 | .380 | .859 | 2.1 | 1.1 | .6  | .2  | 6.6 |
| 2024-25 | L.A. Clippers | 72  | 13 | 24.3 | .471 | .409 | .891 | 2.2 | 1.1 | .6  | .1  | 9.7 |
| Total   | Total         | 323 | 67 | 18.4 | .455 | .384 | .837 | 1.9 | 1.1 | .4  | .1  | 6.7 |

### Playoffs
| Año   | Equipo        | PJ | PT | MPP  | %TC  | %3P   | %TL   | RPP | APP | ROB | TPP | PPP |
| ----- | ------------- | -- | -- | ---- | ---- | ----- | ----- | --- | --- | --- | --- | --- |
| 2020  | L.A. Clippers | 3  | 0  | 2.3  | .000 | .000  | 1.000 | .0  | 1.3 | .3  | .0  | .7  |
| 2021  | L.A. Clippers | 10 | 0  | 1.6  | .750 | 1.000 | .000  | .2  | .1  | .1  | .0  | .7  |
| 2023  | L.A. Clippers | 1  | 0  | 1.0  | —    | —     | —     | .0  | .0  | .0  | .0  | .0  |
| 2024  | L.A. Clippers | 6  | 3  | 18.7 | .318 | .273  | —     | 1.7 | .3  | .3  | .2  | 2.8 |
| Total | Total         | 20 | 3  | 7.2  | .345 | .308  | .667  | .6  | .4  | .2  | .1  | 1.3 |

## Vida personal
Su padre Richard Coffey jugó al baloncesto universitario en Minesota, y luego jugó en la NBA, en la CBA, en Turquía y en España.
Su hermana, Nia Coffey, jugó al baloncesto universitario en Northwestern, y fue elegida en el quinto puesto del Draft de la WNBA de 2017 por San Antonio Stars.

### Detención
La mañana del domingo 30 de julio de 2023, fue detenido después de que la policía de Los Ángeles parara por exceso de velocidad al vehículo donde iba de pasajero. Según el informe, las autoridades se acercaron al vehículo y notaron que olía a marihuana. Al registrar el vehículo, la policía encontró una pistola cargada. Amir admitió que el arma era suya, lo que provocó una detención por un delito menor de posesión de un arma de fuego. Pasó cuatro horas en la cárcel después de ser fichado a las 5:05 a. m. hora local y fue puesto en libertad bajo su propia responsabilidad, según los registros del Departamento del Sheriff de Los Ángeles. Tuvo una vista judicial el 24 de agosto, en la que fue acusado de dos delitos menores, uno por llevar un arma de fuego cargada y otro por ocultarla.